# Michael Che
Michael Che (nascido Michael Che Campbell; Manhattan, 19 de maio de 1983) é um ator norte-americano, mais conhecido por fazer parte do elenco do Saturday Night Live. Foi um dos apresentadores dos Prémios Emmy do Primetime de 2018 ao lado de Colin Jost.

## Prêmios e indicações
| Ano  | Prêmio                                                                      | Trabalho indicado                           | Resultado |
| ---- | --------------------------------------------------------------------------- | ------------------------------------------- | --------- |
| 2015 | Writers Guild of America Award para Série de Esquetes de Comédia/Variedades | Saturday Night Live                         | Indicado  |
| 2016 | Writers Guild of America Award para Série de Esquetes de Comédia/Variedades | Saturday Night Live                         | Indicado  |
| 2016 | Emmy do Primetime de Melhor Roteiro em Série de Variedades                  | Saturday Night Live                         | Indicado  |
| 2017 | Writers Guild of America Award para Série de Esquetes de Comédia/Variedades | Saturday Night Live                         | Venceu    |
| 2017 | Emmy do Primetime de Melhor Roteiro em Série de Variedades                  | Saturday Night Live                         | Indicado  |
| 2018 | Writers Guild of America Award para Série de Esquetes de Comédia/Variedades | Saturday Night Live                         | Venceu    |
| 2018 | Writers Guild of America Award para Série de Esquetes de Comédia/Variedades | Saturday Night Live Weekend Update Thursday | Indicado  |
| 2018 | Emmy do Primetime de Melhor Roteiro em Série de Variedades                  | Saturday Night Live                         | Indicado  |
| 2019 | Writers Guild of America Award para Série de Esquetes de Comédia/Variedades | Saturday Night Live                         | Indicado  |
| 2019 | Emmy do Primetime de Melhor Roteiro em Série de Variedades                  | Saturday Night Live                         | Indicado  |
| 2020 | Writers Guild of America Award para Série de Esquetes de Comédia/Variedades | Saturday Night Live                         | Indicado  |